# Bárd (heraldika)

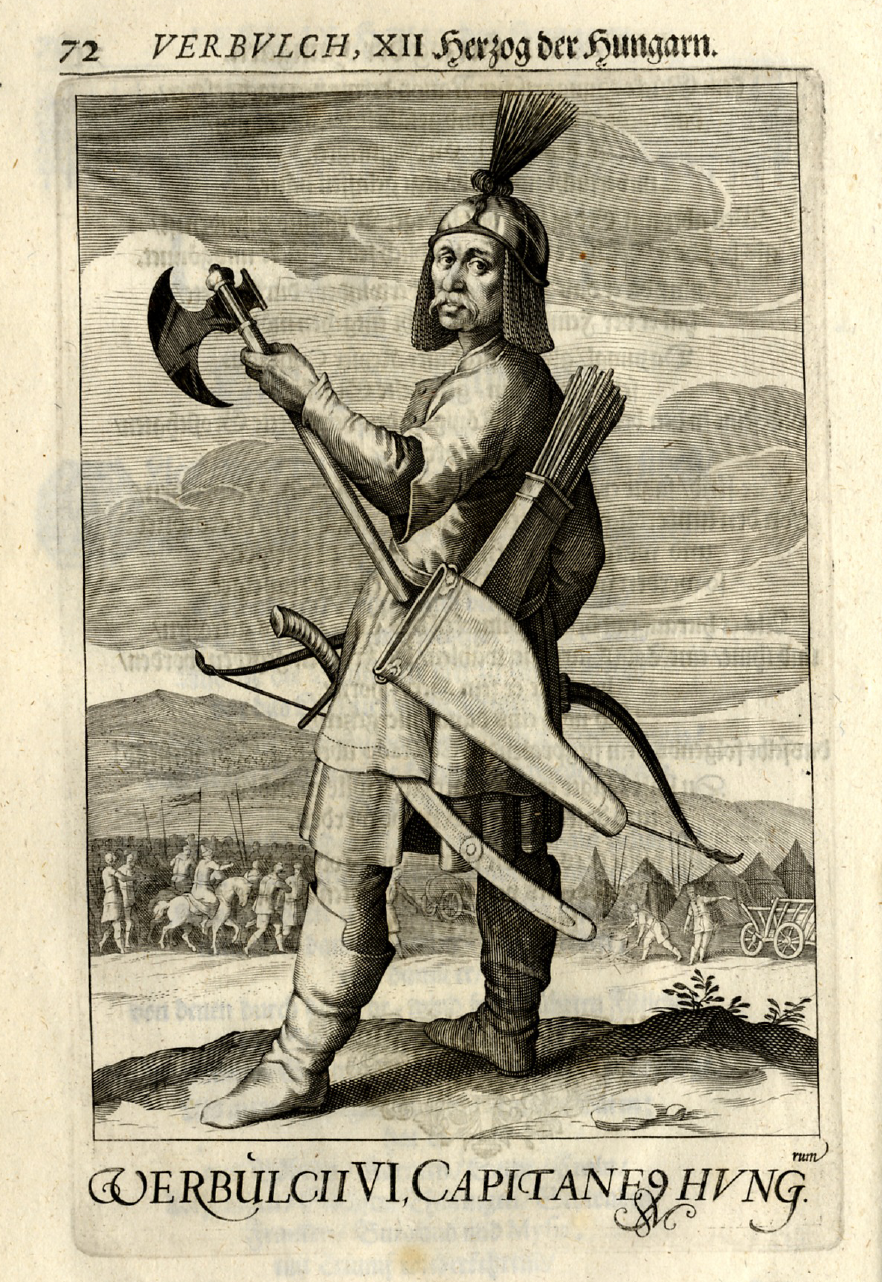
Vérbulcs vezér csatabárddal

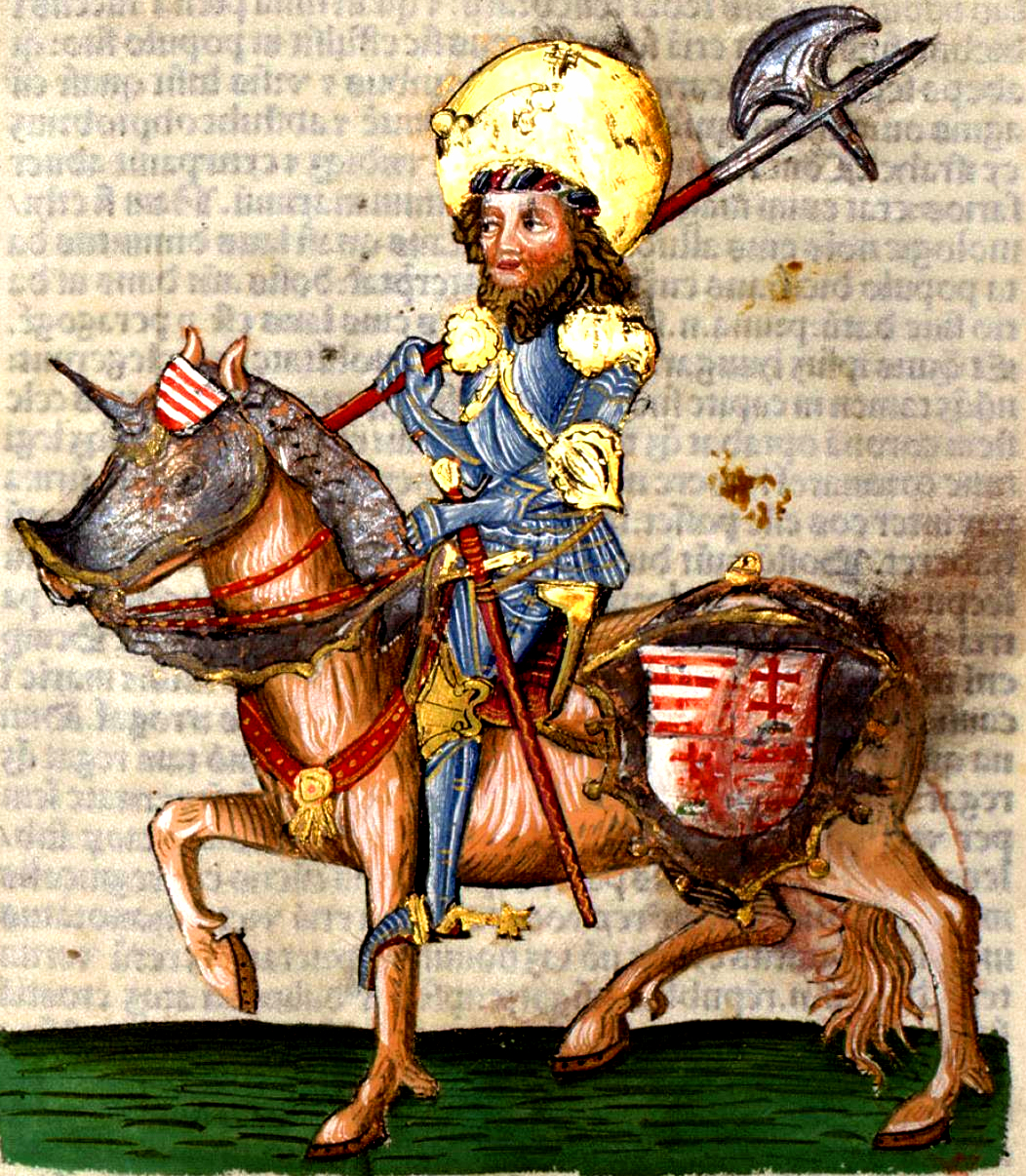
Szent László király a Thuróczy krónikában

A bárd szekerceszerű, gyalogos vágó-döfő rúdfegyver. A közelharcban használták. A címertanban a címerképek közé
tartozó heraldikai jelkép. Bárd Szent László király attribútuma, ezzel fakaszt vizet a sziklából.

## Bárd
A bárd az egyik oldalon fejszeszerű, a másikon részben hegyes, részben kampószerű nyúlvánnyal van ellátva. A címereken különféle változatai láthatók. A 14. század második felétől használtak ún. kalapácsbárdokat. Ezek csúcsos végű zárópengével voltak ellátva, mely hatásosnak bizonyult a lemezpáncél áttörésénél. A hosszabb nyelűek a bárdok, a rövidebb nyelűek a szekercék. A 14. század végén a bárdokból, baltákból fejlődött ki a csákányfokos, mely a lemezpáncél és a nehéz sisakok áttörésére szolgált. A balták foka egyre inkább megnyúlt, az éllap helyén a tüske vált hangsúlyossá. A 14. században jellegzetes formája a madárcsőrre emlékeztető kissé ívelt, tüskés csákány. A foknak nem volt külön harci szerepe, súlyával az ütés erejét növelte. Elsősorban a lovasság használta.

## Csatabárd
A heraldikában általában a csatabárd (de: Streitbeil) fordul elő. A középkori magyar csatabárd jól megfigyelhető a Képes krónikában. Éllapja félhold alakú, köpűje igen hosszú, inkább alabárdra hasonlít. Csatabárd volt a jelvénye az 1148-ban Aragóniában alapított A Bárd Hölgyei nevű rendnek. Norvégia címerében a bárdot tartó oroszlán Szent Olaf attribútuma.
Az 1395-ben előforduló magyar óbárdus kifejezés egyfajta pénz volt, melynek ó- előtagja arra utal, hogy ez a pénznem már a 14. század végén, a 15. század elején is réginek számított, míg utótagjában egyes vélemények szerint a bárd rejlik és arra utal, hogy a pénz előlapjára a bárdot tartó Szent László képét verték, más vélemény szerint viszont a 14. század végén a pénzverés jogát bérlő Onufrius Bardus de Peliske, királyi kincstartó-helyettes nevéből származik.
A csatabárd valószínűleg legelterjedtebb változata a kétélű csatabárd, mely puszta súlyával is egy páncélt kettévághatott. A csatabárd két végével két irányba harcolhattak az emberek. A közelharcban valószínűleg a legveszélyesebb fegyver volt. A csatabárdok végén, egyfajta plusz fegyverként, egy lándzsahegyet erősíthettek, így akár szúrásra is lehetett használni.

## Bárdtípusok elnevezései

### balta
A balta rövid nyelű hasítószerszám, amelyet szükség esetén fegyverként is használtak.

### baltapuska
lőfegyverrel egybeépített balta, ismertebb nevén topor. A lőberendezéses fokos Magyarországon a 17. századtól lengyel hatásra elterjedt, toporként is emlegetett kombinált fegyver, amely legtöbbször rövid nyélre szerelt, lövésre is
alkalmassá tett fokosbalta, csákány, fokoscsákány, tőr kombinációja.

### csákánybalta
A csákánybalta a lemezvértek átütésére kifejlesztett régi magyar fegyver. A vágásra szolgáló éles baltafejhez tartozó szokásos négyszögletes, gyakran rövid nyakon ülő fokrészt megnyúlt, aláhajló, madárcsőrre emlékeztető tüske váltja fel.

### csákányfokos
A csákányfokos lemezvértek áttörésére kifejlesztett régi magyar fegyver.

### fejsze
A fejsze főként a fakitermelésben használatos hasító- és vágószerszám. Egy- vagy kétélű változatai ismeretesek. Szükség szerint – a baltához hasonlóan – fegyverként is bevethető.

### fokos
Magyarországon nagyon elterjedt, támadásra és védekezésre is alkalmassá tett fegyver. Alaptípusát a baltáéhoz hasonló rövid fok és egy kissé megnyúlt nyakon ülő él jellemzi. A fok és él kombinációjától függően nevezték csákánynak, csákánybaltának, csákányfokosnak, fokosbaltának.

### fokosbalta
A fokosbalta a baltához hasonló, de annál könnyebb és kecsesebb ütőfegyver, amely középhosszú nyélre van szerelve.
Foka tagolt alapon, rövid nyakon ül, míg éle egyenes vagy kissé holdsarló alakú lezárást kap.

### franciska
A franciska hajítóbárdhoz hasonló rövid nyelű balta.

### gléfe
A gléfe az alabárd egyik fajtája.

### partizán
A partizán az alabárdfélék egyik fajtája.

### runka
A runka hosszú nyárson félhold alakú oldalpengével szerelt alabárdféle.

### spétum
A spétum friauli nyársnak és korsekének is nevezett alabárdféle.

### sponton
A sponton elsősorban rangjelző alabárdféle.

### testőrbárd
A testőrbárd uralkodók, fejedelmek közvetlen védelmére, udvari szolgálatra kirendelt válogatott személyek jelvénye és fegyvere. A Svájci Gárda napjainkig megőrizte

### hajítóbalta
A hajítóbalta rövid nyelű, vasból kovácsolt baltaféleség. A foka helyén, valamint a nyél felső folytatásában hegyes tüskét alakítottak ki.

### hajítóbárd
A hajítóbárd rövid nyelű, egy darab vasból kovácsolt tüskés bárdlap.

### hajítótüske
A hajítótüske a hajítóbárdok közé tartozó támadófegyver. Rövid vasnyele három hegyes vastüskében zárult. Lásd még Shuriken.

### korseke
A korseke döfőfegyver. A 15. század elején még spétumnak vagy friauli nyársnak nevezett alabárdféle 16. századi elnevezése.

## Jegyzetek

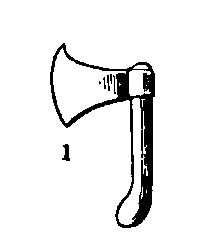
Bárd (en: axe)
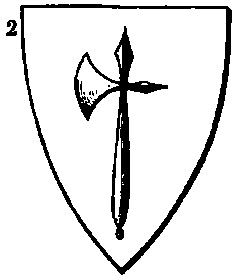
Csatabárd (en: battle-axe, de: Streitaxt)
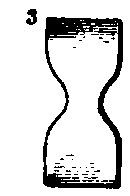
Kőműves-bárd (en: brick, or bricklayers-axe)
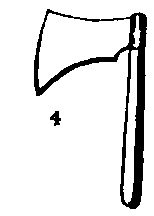
(széles)Bárd (en: broad axe)
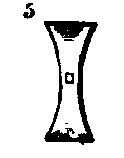
Faragóbárd (en: chipping-axe)
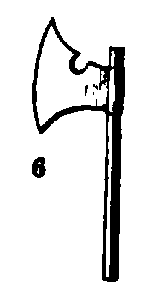
(dán)Bárd (en: Danish-axe), látható a dán királyi címerben, a fején bevágás látható
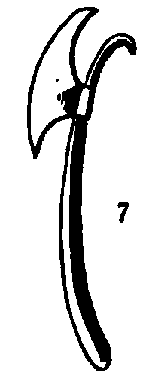
Csáklyás bárd (en: lochabar-axe), a nyele görbe, a pengéje nagyon széles
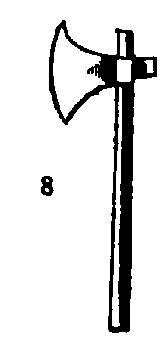
Mészáros-bárd (en: slaughter-axe)
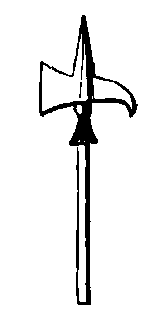
Alabárd (en: halbert or pole-axe)
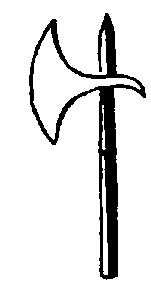
(dán)Alabárd (en: Danish hatchet)
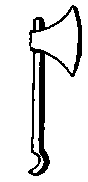
Fejsze (en: knyvett)